# Спринг Лејк Парк (Минесота)
Спринг Лејк Парк (енгл. Spring Lake Park) град је у америчкој савезној држави Минесота.

## Демографија
По попису из 2010. године број становника је 6.412, што је 360 (-5,3%) становника мање него 2000. године.
| Група             | 2000.         | 2010.         |
| Белци             | 6.067 (89,6%) | 5.222 (81,4%) |
| Афроамериканци    | 86 (1,3%)     | 246 (3,8%)    |
| Азијати           | 211 (3,1%)    | 325 (5,1%)    |
| Хиспаноамериканци | 229 (3,4%)    | 379 (5,9%)    |
| Укупно            | 6.772         | 6.412         |